# Falling
För låten av The Rasmus, se F-F-F-Falling.
Falling är ett kommersiellt kortspel konstruerat av James Ernest och producerat av Cheapass Games. Spelas med specialkortlek. "Handlingen" i detta originella spel består i att alla faller och det gäller att vara den som slår i marken sist. 
Man turas om att vara giv. Given, som själv inte deltar i tävlingen, delar ut kort till de tävlande hela tiden så länge omgången varar. Traditionella turordningsregler gäller ej. De tävlande kan göra saker med korten de får enligt vissa regler, det gäller att vara både taktisk och snabbtänkt. 